# 李憲 (弘治進士)
李憲（1461年—？），字良度，陕西鳳翔府岐山县人，军籍，明朝政治人物。

## 生平
弘治五年（1492年）壬子科陕西鄉試第二十名舉人。弘治十二年（1499年）中式己未科會試第二百二十五名，三甲第一百四十四名進士。授中书舍人，十八年十二月充副使册封王府，正德三年（1508年）六月授刑科給事中，十月升兵科右，四年四月升吏科都。李宪依附同乡的大太监刘瑾，权势凌驾于同列之上，时称为六科都给事中，每次上朝率众拜谒刘瑾，请事于堂下，一言挤及，莫不股栗。曾袖藏白金，抖出以示人曰：此刘公馈贈我的。士大夫莫不笑之。四年十月弹劾宁夏巡抚徐以貞派女婿报捷，以貞被革职为民。劉瑾倒台，李宪为自救，转而奏瑾不法六事，被人益加鄙视，刘瑾在狱闻之，笑曰：李宪亦劾我乎！

## 家族
曾祖李谦；祖李宗本；父李惇，递运大使。母刘氏。慈侍下。